# لويس كارلوس هاينز
لويس كارلوس هاينز هو سياسي برازيلي، ولد في 14 سبتمبر 1950 في Candelária, Rio Grande do Sul ‏ في البرازيل. نشط حزبياً في الحزب التقدمي. وقد انتخب عضو مجلس النواب البرازيلي ‏ عن دائرة Rio Grande do Sul ‏ وقد انضم خلال فترته النيابية ‏ للكتلة البرلمانية الحزب التقدمي.